# Liberté!
„Liberté! Głos wolny, wolność ubezpieczający” (fr. liberté – wolność) – polskie liberalne czasopismo społeczno-polityczne ukazujące się od 2008 w formie internetowego miesięcznika, a od 2009 także w formie drukowanego kwartalnika, wydawane przez Fundację Industrial z siedzibą w Łodzi.
Podtytuł pisma – Głos wolny, wolność ubezpieczający – nawiązuje do ogłoszonego przez Stanisława Leszczyńskiego w 1743 traktatu politycznego, w którym zawarto konieczne zdaniem autora dla uzdrowienia Rzeczypospolitej reformy.

## Historia
Pismo działało początkowo jedynie w formie miesięcznika internetowego. Od 2008 do 7 sierpnia 2011 ukazało się 28 internetowych numerów pisma. Każdy kolejny numer pisma (od 13.) związany jest z tematem przewodnim. Pierwszy numer papierowego kwartalnika ukazał się w 2009. Publikowane w kwartalniku teksty pisane są często przez zaproszonych do współpracy ekspertów i tematycznie uzupełniają się z tekstami dostępnymi w internetowym miesięczniku. Od marca 2019 ukazuje się w formie miesięcznika internetowego.

## Cele pisma
Według autorów nadrzędnymi celami pisma są: propagowanie wolności jako nadrzędnego prawa każdego człowieka, prowadzenie krytycznej, rzetelnej analizy rzeczywistości, przeciwdziałanie skutkom populizmu w życiu publicznym oraz szerzenie idei kapitalistycznych i liberalnych.

### Klub Liberte w Warszawie
Pierwsze spotkanie klubu Liberte w Warszawie zorganizowane zostało 14 czerwca 2011 w kawiarni Grawitacja. Tematem spotkania były trzy publikacje: Bronisław Geremek. Ojciec polskiego liberalizmu, Gra o jutro, Chasing the flame. W moderowanym przez Krzysztofa Rutkowskiego spotkaniu wzięli udział Barbara Labuda, Adam Balcer, Michał Safianik.

### Inne działania
Środowisko „Liberté!” było współorganizatorem konferencji i debat, między innymi we współpracy z Gazetą Wyborczą, czy Microsoftem.
Od drugiej połowy 2010 działa związana z kwartalnikiem platforma blogowa: na.liberte.pl, gdzie obok członków redakcji pisma swoje wpisy publikują niezależni eksperci, m.in. ekonomista Jan Winiecki.
Na bieżąco tworzony jest także portal Liberte World, na którym publikowane są przetłumaczone na język angielski najciekawsze zdaniem redakcji teksty.
Organizator Szkoły Liberalnej Polityki Społecznej (dotychczas II edycje).

## Redakcja
Redaktorem naczelnym pisma jest Leszek Jażdżewski.
Zespół „Liberté!” tworzą: Michał Augustyn, Piotr Beniuszys, Wojciech Białożyt, Dominika Blachnicka-Ciacek, Martyna Bojarska, Marcin Celiński, Tomasz Chabinka, Sławomir Drelich, Joanna Ellmann, Magda Gawrońska, Daria Hejwosz, Krzysztof Iszkowski, Witold Jarzyński, Sławomir Kalinowski, Marek Korcz, Dominik Krakowiak, Dominik Kwiatkowski, Kamila Łepkowska, Jan Radomski, Krzysztof Rutkowski, Michał Safianik, Kasia Wolanin, Anna Żamejć, Tomasz Kasprowicz.

## Współpraca finansowa
Pismo finansowane jest m.in. z grantów Konfederacji Lewiatan, Fundacji im. Friedricha Naumanna, Fundacji im. Stefana Batorego, Microsoftu oraz Atlanticu.
W związku z kontrowersjami, które pojawiły się podczas prowadzonego przez Ministerstwo Kultury i Dziedzictwa Narodowego konkursu grantowego dla pism społeczno-kulturalnych, w marcu 2011 w „Gazecie Wyborczej” opublikowany został list otwarty do ministra. Autorzy – postacie polskiego życia publicznego – domagali się ponownego rozpatrzenia wniosku o przyznanie dofinansowania dla pisma, jednak działania nie odniosły oczekiwanego skutku.